# Ibn Yunus
Abu-l-Hàssan Alí ibn Abi-Saïd Abd-ar-Rahman ibn Àhmad ibn Yunus as-Sadafí al-Misrí (àrab: أَبُو اَلْحَسَن عَلِي بْن أَبِي سَعِيد عَبْدِ اَلرَّحْمَن بْن أَحْمَد بْن يُونُس بْن عَبْدِ اَلْأَعْلَى اَلصَّدَفِيِّ اَلْمِصْرِيِّ, Abū l-Ḥasan ʿAlī b. Abī Saʿīd ʿAbd ar-Raḥmān b. Aḥmad b. Yūnus b. ʿAbd al-Aʿlà aṣ-Ṣadafī al-Miṣrī), més conegut simplement com a Ibn Yunus (àrab: ابن يونس, Ibn Yūnus) (Fustat, vers 950 - el Caire, 1009), fou un dels principals astrònoms i matemàtics musulmans, natural d'Egipte.

## Vida
No se sap res de la seva infància i formació, tot i que és sabut que el seu pare era historiador i mestre de hadit. Va ser testimoni, quan era jove, de la conquesta de Fustat (actual el Caire) pels fatimides l'any 969. Per això es creu que devia néixer vers l'any 950.
Durant el califat d'al-Aziz (975-996) va dur a terme nombroses observacions astronòmiques, que van ser renovades durant el califat d'al-Hàkim (996-1021). Les seves últimes observacions astronòmiques estan datades l'any 1003. Tot i que à Occident es va estendre la idea que Ibn Yunus disposava d'un observatori molt ben equipat, això no sembla cert per les descripcions de les observacions que fa en els seus escrits.
Un biògraf contemporani, al-Musabbihí, el descriu com un personatge excèntric i descuidat, de ment absent i aparença còmica. Un dia de l'any 1009, quan estava perfectament de salut, va predir la seva mort en una setmana; va liquidar els seus afers personals i es va tancar a casa a recitar l'Alcorà fins que va morir el dia que havia predit. Segons el mateix biògraf, el seu fill era tan estúpid que va vendre a pes tots els papers del seu pare al mercat.

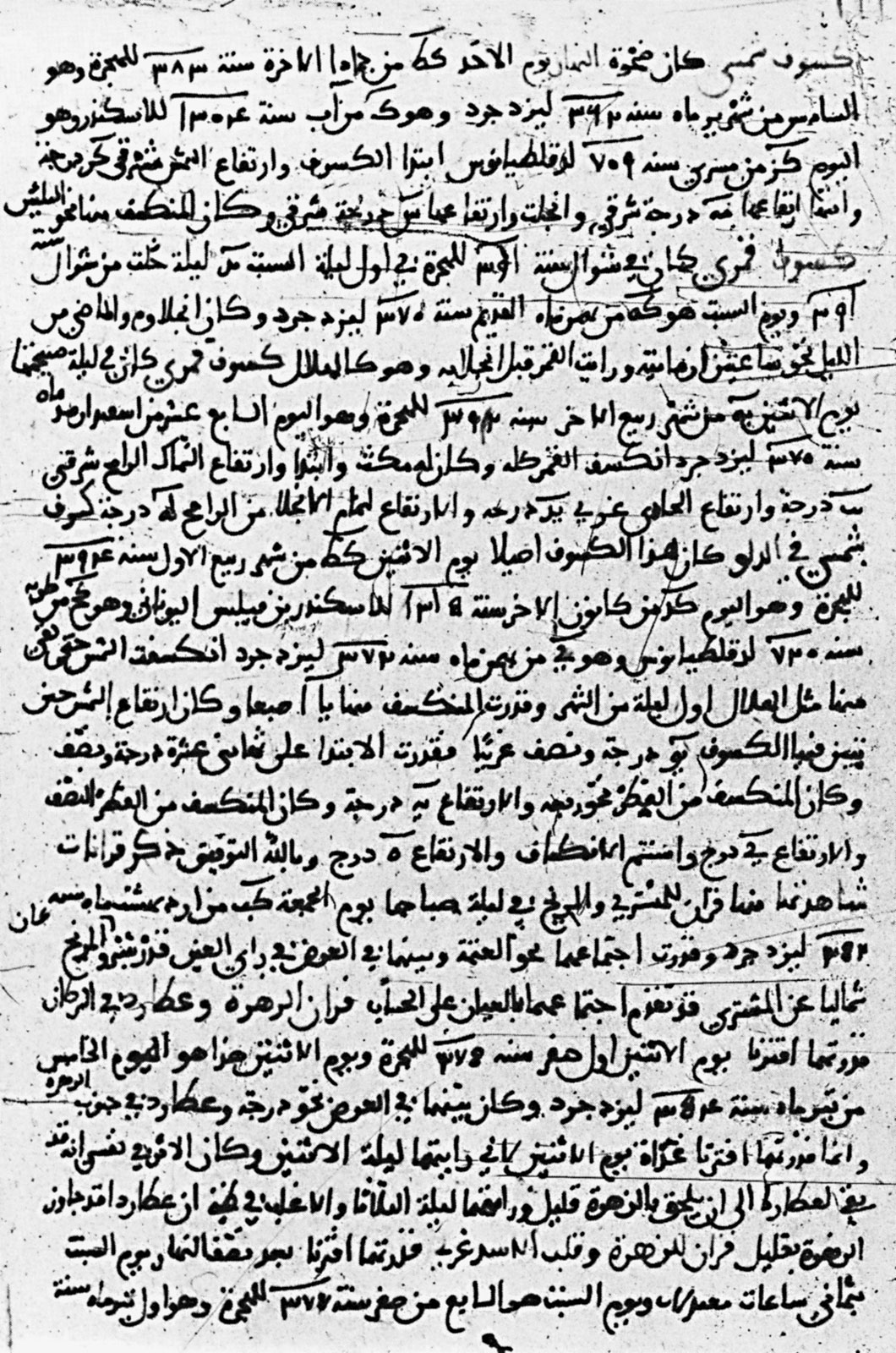
Manuscrit àrab del 1005, amb els registres dels eclipsis solars (993 i 1004) i llunars (1001 i 1002).

## Obra
La seva principal obra és Al-zij al-hakimí, unes extenses i detallades taules astronòmiques amb els seus cànons, que es distingeixen d'altres taules d'astrònoms àrabs per començar amb una llista de les observacions fetes pel mateix Ibn Yunus i pels seus predecessors. La seva astronomia esfèrica té un alt nivell, tot i que no explica d'on surten els centenars de fórmules matemàtiques que fa servir i que, probablement va derivar de projeccions ortogonals o de construccions d'analemes.
L'altra obra important, que va servir al Caire fins al segle xix, és la taula d'astronomia esfèrica per al càlcul de l'hora del dia, un tema important per les oracions dels musulmans. Aquesta taula va ser ampliada i revisada segles més tard a Damasc per Shams al-Din al-Khalili.